# 솔깃한 연예토크 호박씨
《솔깃한 연예토크 호박씨》는 호박씨?! 딱딱해서 까기는 어렵지만, 일단 까서 먹으면 고소한 맛이 일품이다. 고소한 이야기를 유쾌하게 풀어내는
토크쇼. 스타들의 파란 만장 인생 스토리 속에서 그들의 색다른 매력 발굴! 연예계 트렌드를 좌지우지하는 테마들을 선정, 솔깃한 뒷 이야기를
낱낱이 파헤쳐 보는 신개념 연예토크쇼다.

## 출연자

### 진행
- 김구라
- 장윤정

### 고정출연자
- 이혜정  (요리연구가 겸 수필가)
- 김흥국  (가수)
- 조영구 (방송인)
- 송도순 (성우)
- 윤영미 (방송인)

## 방송 시간
- 2015년 6월 2일 ~ 2016년 9월 27일 : 매주 화요일 오후 11시 00분 ~ 12시 30분

## 같이 보기
- 썰전
- 아궁이
- 대찬인생

## 동시간대 경쟁 프로그램
- 리얼극장 (EBS 1TV)
- PD수첩 (MBC)
- 우리동네 예체능 (KBS 2TV)
- 불타는 청춘 (SBS)
- 멜로다큐 가족 (OBS)
- 걸 스피릿 (JTBC)
- 천 개의 비밀 어메이징 스토리 (채널A)
- 엄지의제왕 (MBN)